# Капчур Андрій Володимирович
Андрій Володимирович Капчур (22 травня 1980, с. Забойки Тернопільського району Тернопільської області — 25 січня 2015, поблизу с. Санжарівка Бахмутського району Донецької області) — український військовик, оператор-навідник на БМП 351 «Лора» 3 взводу 1 роти 128-ї гірсько-піхотної бригади (Мукачеве).

## Життєпис
Андрій виріс у багатодітній сім'ї, де крім нього було ще шість братів і п'ять сестер. До війни працював у сусідньому селі Драганівка в столярному цеху на підприємстві «Кузя», що займається виготовленням дитячих ліжок.
Призваний за мобілізацією в серпні 2014 року. Після навчань у Мукачевому його підрозділ відправили в зону АТО: спочатку в Попасну, потім під Дебальцеве, опорний пункт «Валера» (висота 307,5) поблизу села Санжарівка. Воював разом з односельцем Дмитром Заплітним.
Востаннє на зв'язок з рідними він виходив 21 січня 2015, він помер 25 січня того самого року. У цьому бою українським військовим вдалось знищити 3 танки та частину живої сили терористів. Так само померли: Сергій Свищ, Олександр Венгер, Адальберт Ковач, Олександр Леврінц, Федір Лопацький, Володимир Питак. Довший час вважався безвісти зниклим. Тіло Андрія Капчура знайшли лише у травні та опізнали за ДНК-тестом.
19 серпня того самого року його поховали на цвинтарі в рідному селі біля могили Борцям за волю України.

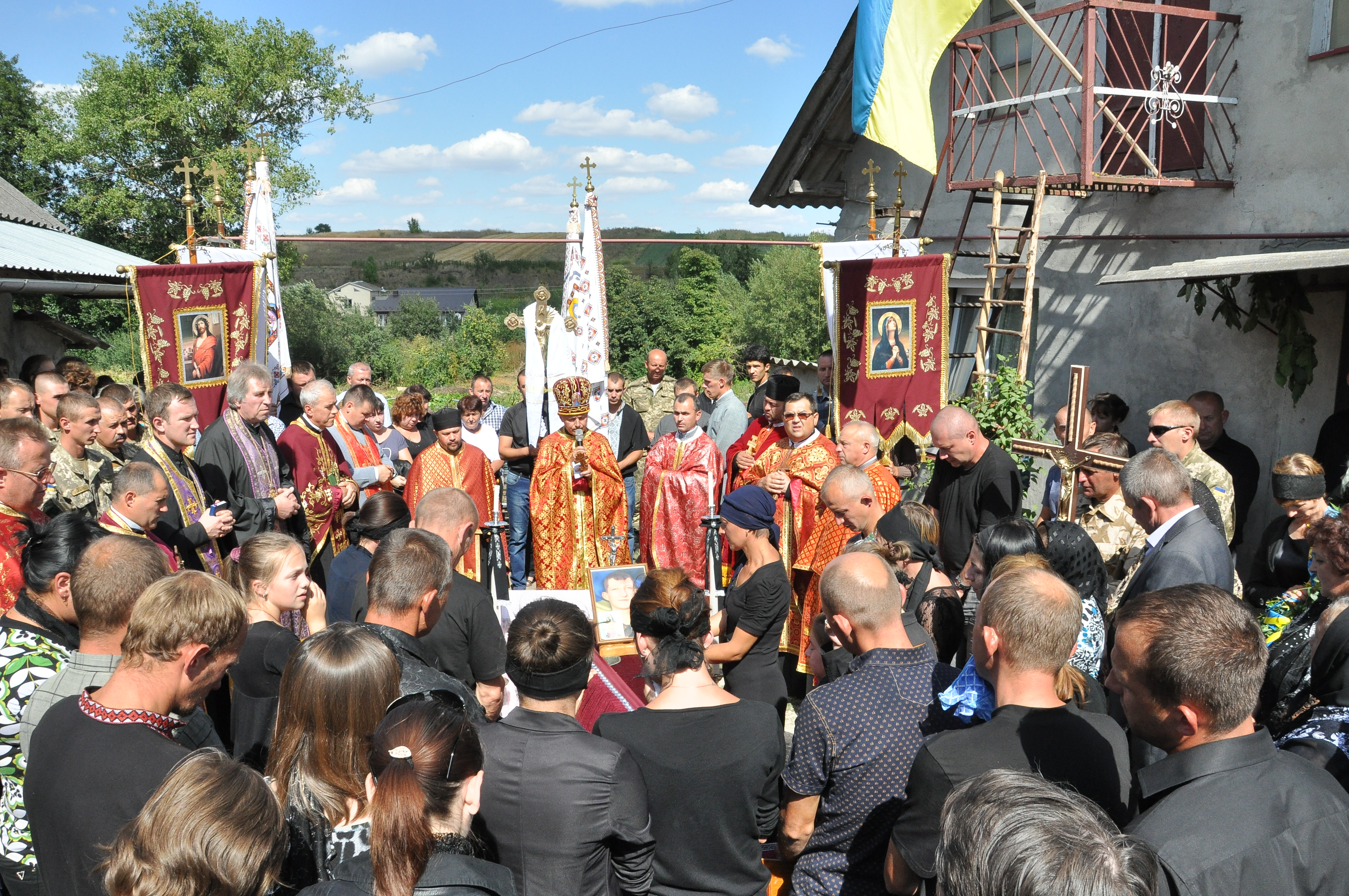
Похорон Андрія Капчура. Панахида на рідному обійсті
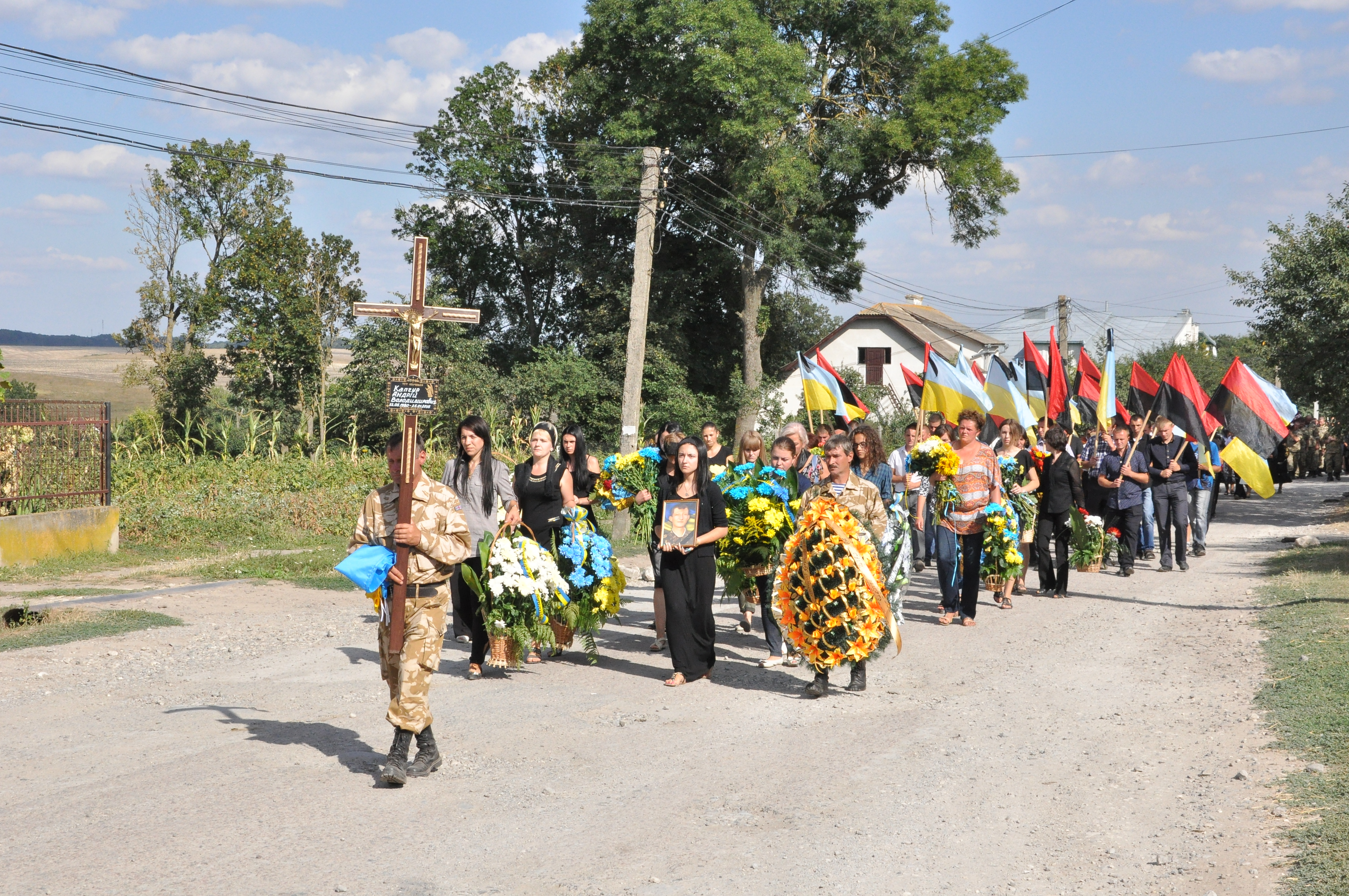
Похоронна хода на вулиці Тараса Шевченка
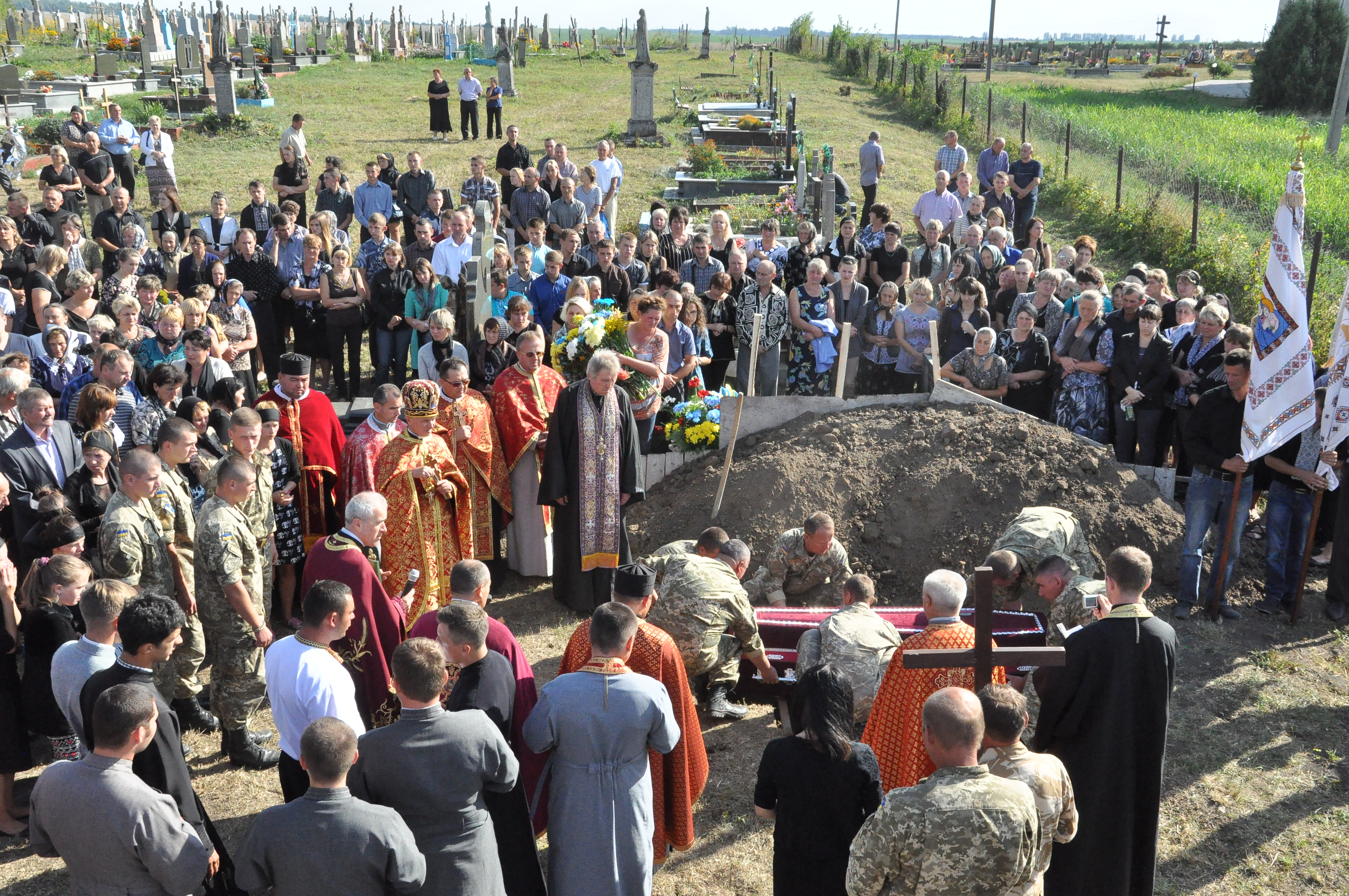
Похорон Андрія Капчура. На цвинтарі

## Нагороди та вшанування
- Указом Президента України № 76/2016 від 1 березня 2016 року, «за особисту мужність і високий професіоналізм, виявлені у захисті державного суверенітету та територіальної цілісності України, вірність військовій присязі», нагороджений орденом «За мужність» III ступеня (посмертно)[3].
- почесний громадянин Тернопільської області (26 серпня 2022, посмертно)[4];
- Вшановується в меморіальному комплексі «Зала пам'яті», в щоденному ранковому церемоніалі 25 січня[5][6].